# Condado de Maceda
El condado de Maceda es un título nobiliario español] que desde 1710 goza de grandeza de España. Fue concesión del rey  Felipe IV, con el vizcondado previo de Layosa y por Real Decreto de 30 de agosto de 1654 y Real Despacho de 21 de septiembre del mismo año, en favor de Alonso de Lanzós Novoa y Andrade, señor de Maceda, Layosa, San Antonio de Louriña, Lanzós, Villanueva y Taboada, todo en Galicia, caballero de la Orden de Santiago.
La grandeza de España de segunda clase, merced de Felipe V por real decreto de 8 de diciembre de 1709 y real despacho de 25 de marzo de 1710, en cabeza del IV conde, José Benito de Lanzós. Esta grandeza fue declarada de primera clase por real decreto de Fernando VI dado el 14 de marzo de 1755 en favor de Baltasar de Lanzós y Taboada, quien había solicitado la sucesión como VI conde, consignándose la promoción en la real carta despachada ese año.
La denominación del condado hace referencia a la villa y municipio gallego de Maceda, que era de señorío del concesionario, en el partido y provincia de Orense. La del vizcondado previo se refiere a la villa, coto y parroquia de San Martín de Layosa, que era también de señorío del concesionario, en el antiguo municipio de Rendar y actual del Incio, partido judicial de Sarria y provincia de Lugo.

## Condes de Maceda
|                        | Titular                                             | Periodo                |
| Creación por Felipe IV | Creación por Felipe IV                              | Creación por Felipe IV |
| ---------------------- | --------------------------------------------------- | ---------------------- |
| I                      | Alonso de Lanzós Novoa y Andrade                    | 1654-1659              |
| II                     | Bernardino de Lanzós Novoa y Ayala                  | 1659-1687              |
| III                    | Antonio de Lanzós Novoa y Sotomayor                 | 1687-c.1710            |
| IV                     | José Benito de Lanzós Novoa y Sotomayor             | c.1710-1726            |
| V                      | Antonio Pedro Nolasco de Lanzós y Taboada           | 1726-1754              |
| VI                     | Baltasar de Lanzós y Taboada                        | 1755-c.1760            |
| VII                    | Francisco Javier de Lanzós y Taboada                | c.1760-1765            |
| VIII                   | María de la Concepción de Lanzós y Osorio           | 1765-1768              |
| IX                     | Gonzalo Manuel de Lando Deza y Lanzós               | 1768-1785              |
| X                      | Baltasar Pardo de Figueroa Lanzós Novoa y Sarmiento | 1785-1808              |
| XI                     | Ramona Pardo de Figueroa Lanzós Novoa y Sarmiento   | 1808-1839              |
| XII                    | Francisco Javier de Losada y Pardo de Figueroa      | 1843-1847              |
| XIII                   | José de Losada y Miranda                            | 1848-1857              |
| XIV                    | Baltasar de Losada y Miranda                        | 1857-1909              |
| XV                     | Baltasar de Losada y Torres                         | 1910-1935              |
| XVI                    | Beatriz Losada y Ozores                             | 1936-1969              |
| XVII                   | Lucía Casani y Losada                               | 1970-1988              |
| XVIII                  | Inés Pan de Soraluce Casani                         | 1992-hoy               |

## Historia de los condes de Maceda
- Alonso de Lanzós y Novoa Andrade (m. 1659), I conde de Maceda.[1] Era hijo de Juan de Lanzós y Andrade, señor de Layosa, y de Aldonza de Novoa y Lemos.

Casó, el 11 de junio de 1634, con María de Córdoba y Ayala.  En 1659 sucedió su hijo:
- Bernardino de Lanzós y Ayala (1687), II conde de Maceda.[4]

Casó, el 12 de noviembre de 1654, con Baltasara Montenegro y Sotomayor. En 1687 sucedió su hijo:
- Antonio de Lanzós Novoa y Sotomayor, III conde de Maceda.[4] Sucedió su hermano:[1]

- José Benito de Lanzós Novoa y Montenegro (m. 28 de febrero de 1726), IV conde de Maceda,[4] gentilhombre de la cámara del rey.

Casó, el 22 de julio de 1687, con María Teresa de Taboada y Castro, I condesa de Taboada. Por Real carta de 1726, sucedió su hijo:
- Antonio Pedro Nolasco de Lanzós y Taboada (m. 26 de febrero de 1754), V conde de Maceda,[4] II conde de Taboada, capitán general, virrey de Navarra y gobernador de Madrid.[4]

Casó dos veces: la primera vez, en 1713, con Margarita de Córdoba y Silva y, después de viudo, con Antonia Manuela Fernández de Velasco y Pimentel. Sin sucesión de ningún matrimonio, en 1754 sucedió su hermano:
- Baltasar de Lanzós y Taboada, VI conde de Maceda y III conde de Taboada, que finó soltero. Promovido a la grandeza de primera clase.[3][6] Hacia 1760 le sucedió su hermano:

- Francisco Javier de Lanzós y Taboada (7 de diciembre de 1699-29 de septiembre de 1765), VII conde de Maceda,[4] IV conde de Taboada, vizconde de Laiosa, señor de la casa de Villamayor de Campos, teniente general de los reales ejércitos, virrey de Navarra, alférez mahor y regidor perpetuo de Betanzos, caballero de Santiago y gentilhombre de la cámara del rey.[7]

Casó, el 22 de marzo de 1761, con María de la Portería Osorio y Fernández de Velasco (también llamada Antonia Osorio de la Vega y Velasco), que después de enviudar, contrajo un segundo matrimonio con Manuel Alonso Fernández de Córdoba y Mendoza, IV conde de Torralva. En 1765 sucedió su hija:
- María de la Concepción de Lanzós y Osorio (m. 29 de septiembre de 1768), VIII condesa de Maceda.[4]

En 1768 sucedió su primo, hijo de María Ignacia, casada con el conde de la Fuente del Saúco:
- Gonzalo Manuel de Lando Deza Lanzós (m. 1785), IX conde de Maceda,[4] VI  conde de la Fuente del Saúco y V conde de Taboada.

Casó con Teresa Fernández de Córdoba, VII marquesa de Jódar. Sin descendencia. En 1785 y tras un pleito, sucedió su sobrino, un tataranieto de la hermana del segundo conde:
- Baltasar Pardo de Figueroa Lanzós Novoa y Sarmiento de Sotomayor (m. 14 de julio de 1808), X conde de Maceda,[4] IV marqués de Figueroa, V marqués de la Atalaya y VI vizconde de Fefiñanes, grande de España.

Falleció soltero el 14 de julio de 1808, combatiendo en la Batalla de Medina de Rioseco al mando del Regimiento de Zaragoza. De su unión con Vicenta Wanden tuvo dos hijos naturales. En 1808 sucedió en todos los títulos su hermana:
- Ramona Pardo de Figueroa y Sarmiento (m. 22 de enero de 1839), XI condesa de Maceda,[4] V marquesa de Figueroa, VI marquesa de la Atalaya y VII vizcondesa de Fefiñanes, grande de España.

Casó con Juan José Caamaño y Pardo, señor de Romelle y Leborans, gentilhombre de Cámara de S.M. con ejercicio y servidumbre. Tuvieron por hija unigénita a Juana Caamaño y Pardo de Figueroa (c.1795-1831), que sucedió en las casas de su padre pero premurió a su madre en 1831. No ostentó por tanto más títulos nobiliarios que los de su marido, pese a que varias fuentes genealógicas la tienen por condesa de Maceda, marquesa de Figueroa y vizcondesa de Fefiñanes. Casó en 1819 con Antonio Ramírez de Haro y Ramírez de Arellano (1785-28 de febrero de 1827), IX conde de Bornos, VII de Murillo y de Montenuevo de Río Leza, dos veces grande de España, hijo del mariscal de campo Joaquín Ramírez de Haro y Adsor (olim Córdoba), VIII conde de Bornos y de Montenuevo, grande de España, alférez mayor de Motril, caballero de Santiago, gentilhombre de cámara de S.M., natural de Cádiz, y de María Josefa Ramírez de Arellano y Olivares, VII condesa de Murillo, también con grandeza, nacida en Madrid. No tuvieron descendencia. En 1839 sucedió su primo hermano:
- Francisco Javier de Losada y Pardo de Figueroa (1777-9 de enero de 1847), XII conde de Maceda,[4] VI marqués de Figueroa, VII marqués de la Atalaya y VIII vizconde de Fefiñanes, grande de España.

Casó con María Joaquina de Miranda y Gayoso, VI condesa de San Román y VI marquesa de Santa María del Villar, hija de Joaquín María de Miranda Gayoso y Trelles, V conde y marqués de dichos títulos, y de María del Pilar Sebastián y Raón, su mujer. Por Real Carta del 24 de septiembre de 1848, sucedió su hijo primogénito:
- José de Losada y Miranda (1817-29 de enero de 1857), XIII conde de Maceda,[4] VII conde de San Román, VII marqués de Figueroa, VIII marqués de la Atalaya]] y IX vizconde de Fefiñanes, grande de España.

Soltero. Por Real Carta del 21 de octubre de 1857, sucedió su hermano:
- Baltasar de Losada y Miranda (c.1830-1909), XIV conde de Maceda,[4] VIII conde de San Román, VIII marqués de Figueroa, IX marqués de la Atalaya, VII marqués de Santa María del Villar, X vizconde de Fefiñanes, grande de España, senador vitalicio,[10] caballero gran cruz de Carlos III (desde el 19 de noviembre de 1867). En 1858 distribuyó y cedió a sus hermanas los marquesados de Figueroa y la Atalaya]] y el vizcondado de Fefiñanes.

Casó primera vez, en febrero de 1855, con María Luisa de Torres y Barrenechea, natural de San Sebastián, de la que enviudó prematuramente. Contrajo segundas nupcias, con real licencia del 31 de diciembre de 1866, con Isabel Guillamas y Castañón, hija de Mariano de Guillamas y Galiano, IX marqués de San Felices, VII conde de Alcolea de Torote, grande de España, señor de Villeza, diputado a cortes, senador, caballero de Calatrava y maestrante de Valencia, gentilhombre de cámara de S.M., natural de Salamanca, y de Cesárea Castañón y Díaz de Castro, III marquesa de Campo Fértil, que lo era de La Bañeza. Por Real Carta del 22 de julio de 1910, sucedió su hijo del primer matrimonio:
- Baltasar de Losada y Torres (1861-1935), XV conde de Maceda[4] y IX conde de San Román, grande de España, gentilhombre de cámara del rey Alfonso XIII con ejercicio y servidumbre, y su primer montero y caballerizo mayor, diputado a Cortes por Orense y senador vitalicio del Reino.[12]

Casó en Madrid el 28 de mayo de 1885 con Lucía Ozores y Saavedra (Madrid, 12 de enero de 1862-Madrid, 26 de mayo de 1919), hija de Jacobo Ozores y Mosquera, XIV señor de la Casa de Rubianes, grande de España, VII marqués de Aranda y VII marqués de Guimarey, senador vitalicio, gran cruz de Carlos III y maestrante de Sevilla, gentilhombre de Cámara de S.M. con ejercicio y servidumbre, y de Corina de Saavedra y Cueto, su mujer, dama de la reina; nieta de Juan María Ozores y Valderrama, XIII señor de la Casa de Rubianes, y de María Josefa Mosquera y Novales, VI marquesa de Aranda, y materna de Ángel de Saavedra y Remírez de Baquedano,III duque de Rivas, VI marqués de Andía y VII de Villasinda, embajador, diputado a Cortes, senador y prócer del Reino, presidente del Consejo de Ministros y del Consejo de Estado, director de la Real Academia Española y también académico de la Historia, caballero de las Órdenes del Toisón de Oro, Santiago y Malta y gran cruz de la de Carlos III, y de María de la Encarnación de Cueto y López de Ortega, dama noble de María Luisa. Por acuerdo de la Diputación de la Grandeza de 1936 y carta del 2 de noviembre de 1951,sucedió su hija:
- Beatriz Losada y Ozores (1889-14 de julo de 1969), XVI condesa de Maceda[4] y XII vizcondesa de Fefiñanes, grande de España.

Casó el 8 de septiembre de 1919 en el Pazo de Jaz, municipio de Oleiros (La Coruña), con Fernando Casani y Herreros de Tejada(1888-1955), III conde de Vilana, hijo de Fernando José Cassani y Díaz de Mendoza, I conde de Vilana, y de María de la Soledad Herreros de Tejada y Castillejo, su mujer; nieto de Juan Cassani y Cron de Witte y de María de los Dolores Díaz de Mendoza y Valcárcel, de los marqueses de Fontanar y condes de Balazote; nieto materno de Juan Manuel Herreros de Tejada, caballero de la Orden de Malta, y de María de la Soledad de Castillejo y Moñino (sobrina del conde de Floridablanca), y biznieto de José Antonio Cassani y Giraldeli, barón de Lardies y conde de Giraldeli (pontificio), regidor perpetuo de la ciudad de Baza, natural de Milán, y de María Amalia de Cron y de Witte, condesa de Cron, dama noble de María Luisa. Por Carta del 16 de diciembre de 1970, sucedió su hija:
- Lucía Casani y Losada (m. 19 de noviembre de 1988), XVII condesa de Maceda[4] y V condesa de Vilana, grande de España. Soltera, le sucedió su sobrina:

- Inés Pan de Soraluce Casani, XVIII y actual condesa de Maceda,[13][14] XII condesa de San Román y VI condesa de Vilana, grande de España.

Casada con Jorge Varela Acedo.